# 克雷森街車站 (BMT牙買加線)
克雷森街車站（英語：Crescent Street station）是美國紐約地鐵BMT牙買加線的一個地鐵站，位於布魯克林克雷森及福爾頓街交界，設有J線（任何時候停站）、Z線（僅繁忙時段的尖峰方向停站）列車服務。

## 車站結構
| 2F 月台層 | 西行     | ← 往寬街 (早上繁忙時段往克里夫蘭街、其餘時間往諾伍德大道) ← 早上繁忙時段往寬街 (諾伍德大道)            |
| 2F 月台層 | 島式月台 | |
| 2F 月台層 | 東行     | → 往牙買加中心-帕森斯／射手 (塞普雷斯山) → → 黃昏繁忙時段往牙買加中心-帕森斯／射手 (75街-埃爾德斯巷) → |
| 1F        | 夾層     | 閘機、車站詢問處、Metrocard自動售票機                                                                  |
| G         | 街道層   | 出入口                                                                                                 |

此高架車站在1893年5月30日啟用，設有一個狹窄的島式月台和兩條軌道。

## 外部連結
- nycsubway.org—BMT Jamaica Line: Crescent Street
- Station Reporter — J Train
- The Subway Nut — Crescent Street Pictures （页面存档备份，存于）
- MTA's Arts For Transit — Crescent Street (BMT Jamaica Line)
- Crescent Street entrance from Google Maps Street View
- Platform from Google Maps Street View